# Cisco IOS
Cisco IOS (англ. Internetwork Operating System — Міжмережева Операційна Система) — програмне забезпечення, що використовується в маршрутизаторах і мережевих комутаторах Cisco.
Cisco IOS є багатозадачного операційною системою, яка виконує функції мережевої організації, маршрутизації, комутації та передачі даних.
В Cisco IOS є специфічний інтерфейс командного рядка (command line interface, CLI), який був скопійований багатьма іншими мережевими продуктами. Інтерфейс IOS пропонує набір багатослівних команд, відповідно до обраного режиму і рівню привілеїв користувача. Global configuration mode надає можливість для зміни налаштувань системи і мережевих інтерфейсів. даних.
Всім командам приписується певний рівень привілеїв від 0 до 15, і до них можуть звернутися тільки користувачі з відповідним рівнем привілеїв. Через командний інтерфейс можна визначити доступні команди для кожного рівня привілеїв.

## Історія
Мережева операційна система IOS була розроблена в 1980-х роках для маршрутизаторів, які мали всього 256 кБ пам'яті і низьку обчислювальну потужність процесора. Завдяки модульним розширенням IOS була адаптована до зростаючих можливостей устаткування і нових мережевих протоколів. Коли IOS була розроблена, основною продуктовою лінійкою Cisco Systems були маршрутизатори. Компанія придбала ряд молодих компаній, які спеціалізувалися на мережевих комутаторах, наприклад, винахідника першого Ethernet- комутатора Kalpana, і в результаті комутатори Cisco не працювали під управлінням IOS. Комутатори серії Cisco Catalyst деякий час працювали під управлінням CatOS. У ранніх модульних шасі мережевих комутаторів Cisco модулі з функціями маршрутизації третього рівня були окремими пристроями, працюючими під управлінням IOS, тоді як модулі комутаторів другого рівня працювали під управлінням CatOS. З часом Cisco ввела для шасі «рідний» режим, щоб вони працювали тільки під управлінням однієї операційної системи. Для комутаторів Nexus компанія Cisco розробила NX-OS, яка схожа на IOS, за винятком того, що вона грунтована на Linux.

## Інтерфейс командного рядка
Інтерфейс командного рядка (CLI) IOS надає фіксований набір багатослівних команд. Доступний набір визначається «режимом» і рівнем привілеїв поточного користувача. «Режим глобальної конфігурації» надає команди для зміни конфігурації системи, а «режим конфігурації інтерфейсу» надає команди для зміни конфігурації конкретного інтерфейсу. Усім командам привласнюється рівень привілеїв від 0 до 15, і доступ до них можуть отримати тільки користувачі з необхідними привілеями. За допомогою CLI можна визначити команди, доступні для кожного рівня привілеїв.
Більшість збірок IOS включають інтерпретатор Tcl. Використовуючи вбудовану функцію менеджера подій, інтерпретатор можливо настроїти на реакцію на події в мережевому середовищі, такі як відмову інтерфейсу або періодичні таймери.
Доступні командні режими включають:
- Призначений для користувача режим EXEC
- Привілейований режим EXEC
- Режим глобальної конфігурації
- Режим моніторінга ПЗП
- Режим налаштування
- Більше 100 режимів конфігурації і підрежимів.

## Версії
Номер версії ОС Cisco IOS складається з трьох чисел і декількох символів a.b (c.d) e, де
- a — Перший випуск.
- b — Незначні зміни.
- c — Проектована версія для випуску (підлягає збільшенню чисельного номера)
- d — Неопублікована версія яка розробляється (зазвічай вказана дата Вихіду)
- e — (Спец) Випуск

## Стадії розвитку і поширення
1. Limited Deployment (LD) — початковий обмежений випуск (триває приблизно один рік з моменту поставки першому замовникові).
2. General Deployment (GD) — етап загального розгортання. На цьому етапі проходить остаточна перевірка стабільності коду і успішної реалізації в ньому всіх передбачених коштів. При цьому відбувається безперервна доопрацювання IOS і підготовка до випуску її остаточної версії.
3. Early Deployment (ED) — етап, на якому відбувається початкове розгортання, зазвичай збігається з етапом загального розгортання.
4. Mature Maintenance (ММ) — етап супроводу готового продукту (тільки усунення виявлених помилок).
5. Етап виведення з експлуатації (починається приблизно через два роки після початкового випуску продукту). Спочатку він припиняє здійснювати постачання (End-Of-Sale — EOS), потім розробка (End-Of-Engineering — ЕОЕ), і виявлені помилки більше не усуваються, і нарешті продукт переходить на етап завершення експлуатації (End-Of-Life — EOL).

## Надана функціональність
Існують різні компонування IOS відрізняються функціоналом, так звані feature sets:
- IP Base — початковий рівень функціональності, включається в усі інші. Забезпечує базову маршрутизацію (статичні маршрути, RIP, OSPF, EIGRP для IPv4), VLAN (802.1Q и ISL) и NAT.
- IP Services (для L3 світчей) — протоколи динамічної маршрутизації, NAT, IP SLA.
- Advanced IP Services — додається підтримка IPv6.
- IP Voice — додає функціональність VoIP и VoFR.
- Advanced Security — додається IOS/Firewall, IDS, SCTP, SSH и IPSec (DES, 3DES и AES).
- Service Provider Services — додається Netflow, SSH, BGP, ATM и VoATM.
- Enterprise Base — додається підтримка L3-протоколів (IPX и AppleTalk), а також DLSw+, STUN/BSTUN и RSRB.

## Цікаві факти
- Apple використовує торговий знак iOS (назва операційної системи iPhone і iPod touch) за ліцензією Cisco[3].